# ハーヴェステラ
『ハーヴェステラ』(Harvestella) は、スクウェア・エニックスより発売されたゲームソフト。対応プラットフォームはNintendo Switch・SteamでSwitch版は2022年11月4日、Steam版は11月5日に発売。
キャッチコピーは「死季を生きる――」。

## 概要
スクウェア・エニックスの新規IPによるシミュレーションRPG。四季の合間に「死季」と呼ばれる災厄が訪れる世界を舞台に、農作業や料理といった生活を楽しんだりバトルや探索などの冒険を繰り広げたりしながら世界の謎に迫っていくという内容。
2022年6月28日配信の「Nintendo Direct mini ソフトメーカーラインナップ 2022.6.28」にて発表された。2022年9月13日配信の「Nintendo Direct 2022.9.13」終了後に、製品版へのデータ引き継ぎが可能な体験版が配信開始された。
プロデューサーの高大輔によれば、非常に多数のRPGを出しているスクウェア・エニックス社内での差別化を模索して生活シミュレーションRPGを考えていたなか、『ルーンファクトリー』シリーズを手がけてきた旧ネバーランドカンパニーの社長や開発スタッフらの在籍する開発スタジオLive Wireとの出会いがこの目的に合致して開発が始まった。
従来このようなファンタジー生活シミュレーションのジャンルでは「可愛い」「ほのぼの」「優しい」「ポップ」といった雰囲気の世界観が支配的であったが、そのなかであえてシリアスなシナリオ、美しく格好いいビジュアルの世界を目指したらどうなるか、という動機をもっている。スクウェア・エニックスの得意とする、いわゆる「JRPG」らしいシリアスで壮大なスケールをもつシナリオ、美麗なビジュアル、聴きごたえのある音楽を三本柱とし、これに生活シミュレーションを融合させたコンセプトとなっている。
シナリオを担当した古屋海斗は、本作のこのような（とくに旧スクウェア的な）JRPGらしさを狙った点として「世界の危機」が存在する「星を救う物語」であること、そしてファンタジーのなかにSF的な要素を絡めていることを特徴として挙げている。
開発ディレクションを務めた受田直之をはじめとして、開発元のLive Wireには先述のとおり『ルーンファクトリー』シリーズを制作してきたスタッフが複数在籍しているが、本作の開発にあたっては「新しい体験ができること」「いかに新鮮な気持ちでプレイできるか」が重視されたといい、ゲームのつくりとしてはそれまでのノウハウを活かしつつも受田自身は「実際のゲーム開発は過去の経験を活かしたとは思っていな」いという印象を述べている。

## ゲームシステム

### 基本情報
世界
舞台となる世界は、春・夏・秋・冬それぞれの季節を司る巨大な結晶体「シーズライト」が存在する惑星である。このシーズライトに近年異常が起こり、あらゆる生命にとって危険な光の塵が大気中に舞う「死季」と呼ばれる期間が発生するようになった。
世界に存在する町々やダンジョンなどについては後掲の「地名」の節で解説する。
一年の長さ
各季節はそれぞれ春風の節・夏水の節・秋火の節・冬土の節と名づけられており、いずれも30日である。これらの季節の変わり目には「死季」が発生する。死季は年々長くなってきているという設定であるが、「死季の中でやれることは限られてしまうので、その時間が長いとゲーム的に間延びしてしまう」との判断からゲームシステム上は一律1日に定められており、1年は計124日となっている。
一日の長さ
序盤を除き、主人公は毎朝6時に起床する。夜は午前0時を回ると「真夜中」の表記となって正確な時刻表示が消えるが、実際には午前2時に相当する時刻が限界であり、この時点で強制的に意識を失うためそれまでに自宅のベッドで就寝することが求められる。したがって一日の行動可能時間は最大でも20時間である。
ワールドマップを除き、自宅や町中やダンジョン内では現実の時間に応じてゲーム内の時間が進んでいき、現実の10秒で10分が経過する、すなわちゲーム内の時間は実時間の60倍のスピードで流れている。ワールドマップでは実時間とは関係なく、主人公の移動した距離に応じて時間が経過する。
ストーリー上の時間制限
死季によって危機に瀕した世界であり、ときに深刻なイベントも発生するが、ゲーム内で何日以内に進めなければならないといった制限はない。いくら放置しても事態が悪化することはなく、問題を解決せずに死季と共存したまま何十年と暮らしていくことも許されている。同じく一般のクエスト（町の人々からの頼まれごと）についても日数制限はない。

### 生活
農作業
主人公が与えられた遠見の丘には手つかずの広大な土地がある。死季で倒れていた主人公は病みあがりの身体で記憶喪失という境遇にあり、行くあてがなく自活せねばならないということ、さらに体を動かすのが医学的によいという理由から農作業を求められる。
作物を育てるためにはクワで地面を耕して種をまき、ジョウロで水やりをする必要がある。ただし、水やりを怠っても枯れるというペナルティはなく、ただ生長が進まないだけとなっている。
最初に畑として耕せる面積は狭いが、ハンマーを制作して邪魔な石を壊したり、リフォーム屋に依頼して畑を拡張することによってしだいに広くなっていく。このほかにバイオームと呼ばれる特殊な農地がいくつかある。これらの農地はすべて自宅のある遠見の丘の各エリアに集約されている。
耕作や水やりや種まき、また作物の取り入れは最初は1マスずつしかできないが、妖精たちと出会い彼女らの助力を得ると、広い範囲を一挙に耕すなどのチャージアクションが可能になる。
作物と種
作物のなかには一年を通して収穫できるものもあるが、一部のあるいは特定の季節にしか収穫できないものも多く、春夏秋冬それぞれの季節の特産品がある。各季節を代表する町々の雑貨屋ではそれぞれそこでしか買えない種を扱っているほか、同じ種でも価格が異なっている場合がある。
バイオーム
シーズライトに関係する大妖精たちを助けることで拓かれる特殊な農地。風と水の大妖精が作ってくれる「水辺バイオーム」と、火と土の大妖精による「洞窟バイオーム」があり、そこでは水やりの必要がなく通常の農地で育てられない作物を栽培できる。
妖精オーダー
妖精たちから依頼される作物の収穫などの仕事。これをこなしていくことで彼女らの協力を得られ、上述のとおり農作業が効率的になるチャージアクションを覚えるほか、畑のレベルも上がって高品質の作物が得られやすくなる。
クラフト
自宅に最初からある機能であり、レシピを入手しだい素材と時間を消費して、冒険に役立つアイテムや、畑に設置できる柵や加工機（作物を加工して小麦粉や家畜の餌などを作れる装置）を製作することができる。
料理
リフォーム屋に依頼して調理台を設置することで可能になり、こちらもレシピがあれば食材と時間を使って料理を作成できる。作った料理は食べることができ、HP・スタミナ・胃袋ゲージが回復するほか、ステータス上昇などの追加効果があるものもある。
スタミナ
農作業、採集や採掘、釣り、ダッシュ、敵に対する攻撃を含む、大半の行動にはスタミナを消費する。スタミナは胃袋ゲージが少しでも満たされていれば時間経過で回復していく。
胃袋ゲージ
料理もしくは拾った野草や肉など、食べられるものを食べることで充足される。HPやスタミナとは異なり朝起きたときには0になっている。また上限に達しているとふたたび減るまではそれ以上食べられなくなる。
釣り
レーテの村の雑貨屋で「釣りの心得」を購入することで可能となり、町中やダンジョン内に定められた釣りポイントで実行できる。釣れる魚は場所やその他の条件によっても異なり、魚以外のものが釣れる可能性もある。魚影が映らないため見た目には判別できないが、釣りすぎて魚がいなくなるという懸念はない。
家畜・ペット
条件をみたすとレーテの村にやってくるコロネル商人から購入できる。ペットのトトカクはワールドマップで騎乗することで移動時間を短縮できる。レベルアップに応じて移動速度が向上するほか、特定の場所で隠れたポイントを掘り起こすことが可能になる。家畜のオムドリとメーチェを飼うには家畜小屋が必要で、それぞれタマゴとミルクを産出するほか、個体ごとに存在する愛情度を上げることで、羽毛などの副産物がとれやすくなる恩恵がある。家畜小屋の増築によって飼育頭数を増やすことができる。
死季
春夏秋冬の季節の合間にかならず訪れる災厄。あらゆる生命にとって有害な死の塵が大気中に舞う。このため死季のあいだは作物は枯れ、町の人々は家に閉じこもってしまうため交流も制限される。したがってこの間に自宅の外でできることはほとんどなく、作物は季節をまたぐまえに回収しておくことが推奨される。
この不便さは、ファンタジー世界での日々の生活を体験させる本作にあって「死季は辛い時期であると感じていただくため」の仕組みであるとされる。ただし、いわゆるエンドコンテンツとして死季のあいだにだけ挑戦できる、メインストーリーとは独立した非常に難度の高い「死季ダンジョン」も用意されている。
従来、類似の先行作品である『牧場物語』や『スターデューバレー』にも季節をまたぐさいに作物が枯れるというシステムがあったが、「なんで季節の変わり目に枯れるんだろうという疑問」に発してそれを世界設定のレベルに昇華したのが死季であるという由来がある。

### 交流
キャラクターストーリー
各キャラクターについて掘り下げていく脇道の物語で、それぞれの抱えている悩みを主人公が一緒に解決していくもの。メインストーリーとは独立しており進めるかどうかはプレーヤーの意思に委ねられている。1つのエピソードを見るごとに親密度が1段階上昇する。戦闘に加入する仲間キャラクターたちのほか、ごく一部の戦闘に参加しないキャラクターにもある場合がある。
親密度
全10段階で、キャラクターストーリーの進展に応じて上がっていく。メインヒロインであるアリアだけは例外で、一定の段階まではメインストーリーの進行につれて上昇する。親密度が上昇するとパーティボーナスが発生して戦闘が有利になる。取捨選択の必要はなく、どのキャラクターも最大まで上げることができる。
ブレイクタイム
仲間を連れた冒険中に食事をとることで、彼らの新たな一面を発見できる特別なストーリーを見られる場合がある。
クエスト
各町にいる住民たちから困りごとの解決をお願いされることがある。達成すると報酬としてお金やアイテム、あるいはレシピが得られることがある。「いわゆるお使いのようなクエストではなく、1個1個にしっかり起承転結のあるシナリオがあり、作り込んでいる」と言われている。
パートナーシップ
親密度が最大のキャラクターとは、メインストーリークリア後にパートナーシップと呼ばれるイベントを発生させることができ、これを達成することで自宅での同居が可能になる。主人公と相手の「性別は問わない」こと、「今の時代、女性だからこう、男性だからこう、という感覚もあまりないと思うので、その感覚のまま遊べるように」といった考えから、「結婚」という呼び名は避けたという。

### 冒険
バトル
ダンジョンを探索中に接近したモンスターとそのまま戦闘に突入するシームレス方式が採用されている（イベントのボス戦を除く）。戦闘はアクション形式であるが、基本の操作はボタンによる通常攻撃・スキル使用・ジョブ切替と左スティックによる通常移動に限られており、防御の動作はなくステップ回避もジョブのスキルがなければできない、比較的簡素な形態となっている。
これについて開発者の意図としては複数の理由が語られている。もっとも強調されているのは、アクションRPGが苦手な人でも楽しめるよう「アクション面のハードルはできるだけ下げたかった」というタイプの説明で、アクションの腕前によって差がつかないようあえて簡素な形にしたと言われている。
これに関連して、企画当初はコマンドRPGとして構想しており、実際に開発初期にはコマンドバトルで作られていたという事情も明かされている。すなわちそこから路線変更したために「レベルを上げて物理で殴る」という性質を残しており、「一般的なアクションRPGとは、アクション面の比重が異なる」のだという。変更の理由についてはフィールドの美麗な背景グラフィックを活かしたいということのほかに、リアルタイムの時間経過のある生活シミュレーションのなかでエンカウント方式のコマンドバトルは噛みあわなかったことと、農作業シーンとの統一のためにアクションである必要が生じたことが挙げられている。
プレーヤーの反響としては「アクションが単調」「敵が死ぬまでボタンを押すだけ」といった否定的な反応も国内外問わず少なくないのだが、いわゆるプレーヤースキルが問われず日々の素材集めに集中できることを好意的に受け止める解釈もあり、早くも体験版の配信直後に「“アクションに置き換えたターン制RPG”といった感触を覚え」たと看破していた記者もいた。
ジョブ
ジョブをもつキャラクターが仲間に加入すると、主人公は彼らと同じジョブをラーニングして得られる。スキルボードには全12種のジョブの枠がある。同時に3つまでセットすることができ、戦闘中に随時切りかえて戦える。
スキルボード
ジョブポイントを消費してスキルを習得することができる。ジョブポイントは敵を倒すことで稼ぐことができ、装備中のジョブそれぞれに蓄積される。各ジョブのスキルのうち上位のものは、そのジョブを教えてくれたキャラクターの親密度が一定以上に上がることで開放される。
必殺技
仲間との絆（親密度）を深めることで習得でき、ボス戦中にダブルブレイク状態のとき一度だけ発動できる。

## 登場キャラクター
ゲーム中の会話シーンなどで使われているキャラクターのイラストは、キャラクターデザインを担当した長谷川靖によるものである。

### メインキャラクター
アイン (Ein)
声 - 小林千晃（男性タイプ） / 千本木彩花（女性タイプ）
本作の主人公。名前以外の記憶を失っており、死季に行き倒れていたところを発見され、レーテの村の人々の厚意によって遠見の丘に拠点を与えられ生活を始める。初期ジョブは剣技を振るうファイター (Fighter) だが、新たな仲間に出会うごとに彼らのもつジョブをラーニングすることができ、ジョブに応じて変形する武器「プロウシェイズ」を使って戦う。
心の性別は男性・女性・ニュートラルの3種、外見の性別は男性タイプ・女性タイプの2種、ボイスも男性タイプ・女性タイプの2種からすべて独立に選択できる。好きな相手と同居できるパートナーシップにおいても性別は問われず、「本当に自分が選びたい性別を選んでいただいて問題ない」と言われている。
少女 (Girl)
怪我をして倒れていた主人公を魔法によって癒やした謎の少女。主人公が世界を救うことやいずれ来る世界の選択についてなど、謎めいた言葉ばかりを残して消える。身長より長いプラチナブロンドの髪と、背に羽のようなものをもち浮遊している。死季のさなかでも平然と行動している正体不明の存在。

### 仲間キャラクター
戦闘に参加してくれる仲間キャラクター。各人はジョブを有しており、主人公は彼らとの出会いによってジョブを得るほか、キャラクターストーリーを通して親密度を上げていくことで戦闘力が向上したり、該当するジョブの上位のスキルが開放されたりする。仲間には個別のレベルはなく、主人公のレベルに紐づけられている。
アリア (Aria)
声 - 立花理香
なんらかの事故によって、自身の意志に反して未来から来てしまった少女。主人公とともに遠見の丘の家で暮らしながら、もとの時代へ帰る方法を探していく。ジョブはアサルト・サヴァン (Assault Savant) で、未来の科学の力によって補助された体術で戦う。
アジール (Asyl)
声 - 河西健吾
ネメアの街の孤児院出身である自警団の青年。「風詠みの民」の末裔であるともいう。ジョブはスカイランサー (Sky Lancer) で、槍を使って広範囲への攻撃や風属性の攻撃を行う。開発当初にはアジールが主人公であった。
イスティナ (Istina)
声 - 佐藤利奈
ネメアの街の孤児院で数年まえから子どもたちと暮らしている女性。ジョブはシャドウ・ウォーカー (Shadow Walker) で、双剣を駆使して戦う。
エモ (Emo)
声 - 上田麗奈
シャトラの町にある酒場の歌姫だが、酒場のオーナーとの取引によってしかたなく歌わされている。人間とは違う雰囲気をもっており、人に明かせない理由によって夏のシーズライトに行きたがっている。ジョブはヴォークリンデ (Woglinde) で、歌の魔力によって魔法攻撃や仲間の補助を行う。
ハイネ (Heine)
声 - 櫻井孝宏
シャトラの町にアトリエを構える発明家。すぐに女性を口説くキザな性格の優男。ジョブはメカニック (Mechanic) で、発明品の機械を利用して物理攻撃や敵の弱体化をする。
シュリカ (Shrika)
声 - 村川梨衣
季石教団の巡礼師で、各地をめぐって事件を解決している。現状の教団のありかたにある種の疑いを抱いており、新たな信仰の形を探求している。ジョブはピルグリム (Pilgrim) で、巡礼師に与えられている光の魔法剣を操って物理攻撃や魔法攻撃を行う。
ブラッカ (Brakka)
声 - 内山昂輝
自らのことを知られるのを好まない傭兵。ジョブはアベンジャー (Avenger) で、弾丸を飛ばす不思議な武器を用いて物理攻撃や属性攻撃を放つ。
ディアンサス (Dianthus)
声 - 甲斐田裕子
死季の元凶といわれる魔族の1人だが、主人公とは利害が一致したとして一時的に同行する。ジョブはルナマンサー (Lunamancer) で、魔法の力で戦う。

### 敵対キャラクター
ガイスト (Geist)
声 - 大塚明夫
人類の滅亡を画策している魔族。
ハイドランツァ (Hydolanzer)
声 - 渡谷美帆
ガイストに従う魔族。

### その他のキャラクター
戦闘に参加しないキャラクターだが、ごく一部（ユニコーンとクレス）には同様に親密度とキャラクターストーリーがある。
ユニコーン (Unicorn)
声 - 小柳基
銀色の毛並みで一本の角（正確には「星辰器」と称する）をもった馬の姿の幻獣。行方不明の「姫」を捜索していて、早とちりで主人公たちに襲いかかってくる。姫のためにしか力を振るわないと言い、同行しても仲間として戦闘に加わらないが、メイジ (Mage) のジョブを主人公に伝授する。
クレス (Cres)
声 - ファイルーズあい
レーテの村で診療所を営む女医。春の初日の朝、遠見の丘の上で倒れている主人公を発見した。その後も主人公が戦闘不能などで倒れたさいは有償で治療してくれる。
ディム (Dim)
声 - 菊池勇成
クレスの弟。診療所を手伝っている。
村長 (Mayor)
声 - 佐々健太
レーテの村の村長。穏健で世話焼きな性格で、記憶喪失の主人公のみならず隕石で降ってきた魔族らしき人物をも遠見の丘の小屋に受けいれる。
リフォーム屋 (Renovator)
声 - 手塚ヒロミチ
レーテの村でリフォーム屋を営んでいる青年。主人公が暮らす遠見の丘の畑の拡張や家畜小屋の建築を請け負ってくれる。
鍛冶屋 (Smithy)
声 - 幸田直子
レーテの村で鍛冶屋を営んでいる年配の女性。主人公たちの武器強化をしてくれる。
ミリカ (Milika)、バン (Van)、ベント (Vent)
レーテの村の子どもたち。ミリカはしっかり者でリーダー格の女の子、バンは活発、ベントはおとなしい男の子。
ティエラ (Tiella)
声 - 日岡なつみ
ネメアの街で出会う、アジールが保護していた記憶喪失の少女。
マスター (Bartender)
声 - 亀山雄慈
シャトラの酒場を仕切っている、渋いいぶし銀のマスター。本名は「レオン・ビスハイム」。
テルシテス (Thersites)
声 - 綿貫竜之介
アルジェーンで出会う、季石教団の神官。神官ながら教団の教えを真剣にとりあっておらず、自身も不良神官であると認めている。
キルケゴール (Kierkegaard)
声 - 上別府仁資
季石教団の司祭。「ジークフェルド」と名乗っている。
ジュノー (Juno)、エアリル (Aeril)、イリス (Iris)、シリィ (Shirii)
声 - 井口裕香
各シーズライトに関係している、火・風・水・土の大妖精たち。シーズライトに起きている異常を解決することで農業に力を貸してくれるようになる。デフォルトネームは上掲のとおりだが、名前はプレーヤーが設定可能。

## 設定

### 地名
遠見の丘 (Bird’s Eye Brae)
主人公が与えられる拠点。生活するための自宅と、未開拓の広大な農地や水場などがある。ちょうど大陸の中央あたりにあり、4つのシーズライトの影響を均等に受けていて四季が存在する。
レーテの村 (Lethe)
遠見の丘のすぐ西にある集落。秋のシーズライトにもっとも近いが、遠見の丘と同じくすべてのシーズライトから程よい距離にあるため四季が存在する。
ヒガン渓谷 (Higan Canyon)
レーテの北西にある渓谷。最深部に秋のシーズライトの座がある。
春の街ネメア (Nemea)
春のシーズライトの近くに築かれた街。一年じゅう桜が咲いている。
風の草原 (Njord Steppe)
遠見の丘から東、ネメアとの間にある草原。
天の卵 (Heaven’s Egg)
春のシーズライトの上に突如として現れた構造物。内部は近未来的な研究所が打ち捨てられた廃墟のようになっている。
浜辺の町シャトラ (Shatolla)
夏のシーズライトを沖に望む、漁を生業とする人の多い海辺の町。
翡翠の森 (Jade Forest)
遠見の丘から南、シャトラとの間にある森。
珊瑚の神殿 (Coral Shrine)
シャトラの南の沖合、海源孔の下の海底にある神殿。
教都アルジェーン (Argene)
冬のシーズライトの膝下にあり、季石教団の本拠である聖堂のある宗教都市。つねに雪に覆われている。
季石の聖洞 (Divine Seaslight Cave)
冬のシーズライトがある場所で、「免罪花」が与えられた者以外は立ち入りが禁止されている。
ルイス城 (Castle Lewis)
ルイス王をはじめとした王族が住まうとされている場所だが、国民は誰ひとり立ち入ったことがない。

### 作中用語
死季 (Quietus)
季節の変わり目にかならず訪れる災厄。シーズライトが異常に発光し、あらゆる生命を脅かす光の塵（ガイアダスト）が発生する。このときには作物は枯れ、人々は外を出歩くこともできない。
ガイアダスト
アリアのいた未来世界における光の塵の呼称。吸いこむと有害であり、この塵から身を守るために防護服が必要とされた。
シーズライト (Seaslight)
春夏秋冬それぞれの季節を司る4つの結晶体。おのおのなんらかの異常を抱えており、季石教団や魔族らがその周辺を調べまわっている。
レッドクイーン
秋のシーズライトをアリアが呼ぶ名。作中の時代には存在しないはずのものだという。
モノライト (Monolite)
シーズライトと霊脈を通してつながっており、シーズライトの「加護」を町に与えてくれるもの。近年に誰かが発明したもので、生活を便利にしてくれる存在として町の人々は利用しているが、それが何なのかは理解していない。
転移モノライト (Motus Monolite)
各地に設置されている小型のモノライト。透明に近い色だが起動すると淡い緑色に発光する。転移魔石をもっていれば同じエリアの転移モノライト間を瞬間移動することができるほか、セーブポイントも兼ねる。
季石教団 (Seaslight Order)
シーズライトを崇める教団。一定の戦闘力と権力を有しており、シーズライト周辺に発生した異常について調べている。
魔族 (Omen)
重厚な鎧をまとっており中身は知れない。なんらかの目的があってシーズライトの調査をしている。そのため死季の元凶という噂があり、人間たちからは忌み嫌われている存在。
アベル (Abel)
人間を指して魔族が用いる呼称。
風詠みの民 (Wind Readers)

コロネル (Conellu)
声 - 井澤詩織
商売を得意とする種族。
『楽園の終わり』 (End of Eden)
謎めいた説話集。

## スタッフ
主立ったスタッフは以下のとおり：
- プロデューサー／ゲームデザイン - 高大輔
- ディレクター／シナリオ - 古屋海斗
- コンセプトアート - 上国料勇
- コンポーザー - 椎名豪
- キャラクターデザイン - 長谷川靖
- アートディレクター - 窪洋一
- VFXスーパーバイザー - 飯間忠親
- 開発ディレクション - 受田直之